# Teresa Morales de Gómez
Teresa Morales de Gómez, nacida Teresa Morales Suárez (Bogotá; 26 de diciembre de 1934) es una escritora, filósofa, académica, musicóloga, historiadora e investigadora científica colombiana.
En el campo de la historia, Teresa Morales se especializó en el período de la hegemonía conservadora, de 1886 a 1930, además de haber trabajado en la restauración del Museo Colonial y en la sala de música de la Biblioteca Nacional de Colombia.
Teresa Morales es una destacada académica, y es de las pocas mujeres en Colombia en ser miembro de número de las Academia Colombiana de Historia y Academia Colombiana de la Lengua. Su trabajo más destacado fue un análisis minucioso del Tratado Urrutia-Thompson.

## Biografía
Teresa Morales Suárez nació el 26 de diciembre de 1934 en Bogotá, en plenas celebraciones navideñas, en un hogar acomodado de la ciudad. Es nieta del expresidente de Colombia, Marco Fidel Suárez, de quien heredó también sus múltiples ocupaciones como investigadora y educadora.
A los 19 años obtuvo una licenciatura en la Universidad Laval en Quebec, en 1953, durante los comienzos de la dictadura militar de Gustavo Rojas Pinilla.
En los años 70 fue profesora de historia de la música en la Universidad Nacional de Colombia, entre 1976 y 1978. Ese año pasó a dirigir el departamento de música de la Biblioteca Nacional de Colombia, hasta 1986.
A principios de los años 80, el presidente Belisario Betancur le encomendó la restauración del Museo Colonial de Bogotá, estando encargada de tal labor por 15 años. 
En 1983 obtuvo su licenciatura en historia en la Universidad de los Andes.
En 1986 fue nombrada directora del Instituto Colombiano de Cultura, en Bogotá, cargo que ocupa hasta la fecha.
En 2019 fue condecorada por el presidente Iván Duque con la Medalla Militar Marco Fidel Suárez, en conmemoración por los 100 años de la aviación colombiana, que creó su abuelo en 1919 cuando era presidente.

## Familia

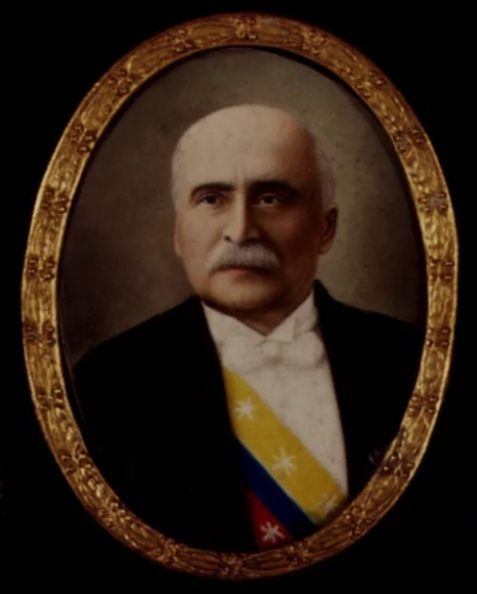
Su abuelo materno, el expresidente Marco Fidel Suárez, retrato del Museo Nacional de Colombia, Bogotá.

Teresa Morales Suárez es hija de Roberto Morales Olaya y de María Antonia Suárez Orrantia.
Su padre era primo del expresidente Enrique Olaya Herrera, ya que Olaya era hijo de segundas nupcias de Justiniano Olaya, hermano de María Olaya, la madre de Roberto; la madre de Enrique era a su vez descendiente del político Diego de Medina Rojas. Además, Roberto era descendiente de Jorge Miguel Lozano, por ser nieto de Ignacio de Ricaurte y Lozano, de quien también desciendía su primo Enrique.
Su madre era la hija del académico, educador, diplomático y político conservador Marco Fidel Suárez Barrientos, quien se convirtió en presidente de su país entre 1918 y 1921, renunciando en noviembre por una profunda crisis social que se desató por parte de sus contradictores. María Antonia ejerció protocolariamente el cargo de primera dama, ya que Suárez era viudo desde 1901, y no volvió a casarse.
Su abuelo, Don Marco Fidel, era hijo ilegítimo del político y rico hacendado José María Barrientos Jaramillo, quien quiso darle su apellido a Suárez, pero éste se negó, reivindicando que era hijo de una humilde lavandera llamada Rosalía Suárez. Pese a eso, Suárez se benefició de su parentesco paterno, y llegó a ser relevante en la política nacional, además de su prodigiosa capacidad intelectual.
Por otra parte, su difunta abuela, Isabel Teresa Orrantía Borda, era sobrina bisnieta de Rafael Caro y Fernández, tío del poeta y político José Eusebio Caro, cofundador del Partido Conservador (al que pertenecía Marco Fidel Suárez); por lo anterior, Isabel era sobrina nieta de Caro, el padre del expresidente Miguel Antonio Caro, quien a su vez era cuñado de otro expresidente, Carlos Holguín Mallarino, cuyo hermano, Jorge, fue quien reemplazó a Suárez cuando renunció a la presidencia en 1921.
Isabel era a su vez, sobrina de la esposa del poeta y militar Lázaro María Pérez Angulo, cuyo hijo (y por tanto primo de Isabel) fue el banquero José Joaquín Pérez Orrantia, el primer gerente del Banco de la República por mandato del entonces presidente Pedro Nel Ospina Vásquez, hijo del expresidente Mariano Ospina Rodríguez, quien era socio político de José Eusebio Caro, pariente de Isabel.

### Matrimonio y descendencia
Teresa contrajo nupcias el 4 de diciembre de 1954 con el abogado y empresario de la televisión, Fernando Gómez Agudelo, con quien tuvo a sus hijos Claudia y Gabriel.

## Obras
- Marco Fidel Suárez.
- Presidentes de Colombia en el siglo XX a través del boletín en Boletín de historia y antigüedades, vol. 89 N.º 818 (jul.-sep. 2002).
- Tratado Urrutia - Thomson en Boletín de historia y antigüedades, Vol. 90 N.º 823 (oct.-dic. 2003).
- El ingreso de don Marco Fidel Suárez a la academia de la lengua en 1881 en Boletín de historia y antigüedades, Vol. 92 N.º 828 (ene.-mar. 2005).
- Doctrinas internacionales de Marco Fidel Suárez en Boletín de historia y antigüedades, Vol. 92 N.º 830 (jul.-sep. 2005).
- El retrato de don Marco Fidel Suárez vuelve a casa en Boletín de historia y antigüedades, vol. 95 N.º 840 (ene.-mar. 2008).
- Historia de un bastón en Boletín de historia y antigüedades, Vol. 96 N.º 844 (ene.-mar. 2009).
- Historia de un despojo: El tratado Urrutia - Thomson.